# کبوتر سبز فلورس
کبوتر سبز فلورس (نام علمی: Treron floris) نام یک گونه از خانواده کبوتر است.